# IFPI Greece
IFPI Greece representerar Grekland i International Federation of the Phonographic Industry (IFPI) och publicerar officiella histlistor. På en Top 75-lista presenteras både album och singlar. Föreutom IFPI Greece sponsrar även Cyta Hellas. 
Namnet är egentligen Ένωση Ελλήνων Παραγωγών Ηχογραφημάτων (ΕΕΠΗ) (svenska: Grekiska fonogramproducenternas förbund). Men allmänt kallas den för "IFPI Greece", även i skriven text.

## Historik
IFPI Greece startade 1989 Greklands första officiella hitlista 1989.